# Resolució 1746 del Consell de Seguretat de les Nacions Unides
La Resolució 1746 del Consell de Seguretat de les Nacions Unides fou adoptada per unanimitat el 23 de març de 2007. Després de reafirmar totes les resolucions sobre la situació a l'Afganistan, incloses les resolucions 1659 (2006) i 1662 (2006), el Consell va ampliar el mandat de la Missió d'Assistència de les Nacions Unides a l'Afganistan (UNAMA) per un període addicional de dotze mesos, fins al 23 de març de 2008.

## Resolució

### Observacions
El preàmbul de la Resolució 1746 va reafirmar el compromís del Consell de Seguretat amb la sobirania, la integritat territorial, la independència i la unitat de l'Afganistan i va oferir suport per a la implementació del "Compacte Afganistan" i l'Estratègia pel Desenvolupament Nacional de l'Afganistan.
Mentrestant, la resolució va reconèixer la naturalesa interconnectada dels problemes a l'Afganistan i va destacar els problemes de progrés relacionats amb la seguretat, la governança i el desenvolupament, que es reforcen mútuament. També era important combatre les amenaces narcòtiques i terroristes plantejades pels talibans, Al-Qaeda i altres grups.
També va reafirmar el paper de les Nacions Unides a l'Afganistan, en particular les sinergies en els objectius de la UNAMA i la Força Internacional d'Assistència per la Seguretat (ISAF), a més del seu suport a la Declaració de Kabul de 2002 sobre les relacions de bon veïnatge.

### Actes
El Consell de Seguretat va renovar el mandat de la UNAMA per un període addicional de dotze mesos a partir de la data d'aprovació de la resolució actual. Es va instruir a la UNAMA per promoure un "compromís internacional més coherent" en suport de l'Afganistan, mentre que la seva expansió a les províncies va ser ben rebuda. Es va instar a les autoritats afganeses i a la comunitat internacional a que implementessin plenament el "Pacte per a l'Afganistan" i a conèixer els punts de referència.
La resolució va donar la benvinguda als avenços en el programa de desarmament, desmobilització i reintegració i noves estratègies relacionades amb la reforma de la justícia i el control de les drogues en relació amb l'opi. Calia que els partits afganesos s'ocupessin d'un diàleg polític inclusiu i d'abordar corrupció política.
El Consell de Seguretat va demanar el respecte dels drets humans i el dret internacional humanitari arreu de l'Afganistan, demanant a la UNAMA i l'Alt Comissionat de les Nacions Unides per als Refugiats (ACNUR) que ajudessin a aplicar els aspectes de drets humans de la constitució afganesa.
A més, l'Afganistan va ser convocat a cooperar amb la UNAMA en el curs del seu mandat, garantint la seva seguretat i llibertat de moviment. La ISAF, inclosa la Operació Llibertat Duradora, fou encarregada de fer front a l'amenaça del terrorisme i l'extremisme plantejat per Al-Qaeda, els talibans i altres grups del país. Al mateix temps, es va impulsar la promoció de mesures de foment de la confiança entre l'Afganistan i els països veïns.
Finalment, es va dirigir al Secretari General de les Nacions Unides Ban Ki-moon perquè informés cada sis mesos sobre la situació a l'Afganistan.